# TYPO3
TYPO3 er et open source-Content Management System (CMS) skrevet i PHP. Projektet blev startet i 1998 af danskeren Kasper Skårhøj.
Da TYPO3 er et  stort  projekt bliver der vedligeholdt flere versioner af det samtidigt. Seneste stabile version er 7. 6.2, med både 6.1 og 4.5 som gamle versioner der stadig kommer sikkerhedsopdateringer til.
TYPO3 er som mange andre CMS-systemer også opdelt i frontend og backend, henholdsvis bruger- og administratordelen. Sidstnævnte kan benyttes til at redigere indholdselementer på systemets frontend gennem en almindelig webbrowser.

## Udvidelser
Der findes over 4500 udvidelsesmoduler (extensions) til systemet. Disse ekstensions gør det nemt for webudviklere at administrere og designe et middelstort website. Blandt udvidelserne er nyhedssystemer, shop-systemer, diskussionsfora m.v. Alle udvidelsesmoduler er tilgængelige fra TYPO3 CMS Extension Repository (TER). Alle officielle udvidelser man kan hente fra TER er under samme GPL-licens som selve TYPO3. Alle og enhver har mulighed for at udvikle på disse moduler og dermed give sit bidrag, f.eks. har det danske firma IdeFA Gruppen bl.a. i samarbejde med tyske Marketing Factory Consulting spillet en aktiv part i udviklingen i TYPO3 Commerce Webshop.

## TypoScript
Typoscript er en bestemt syntaks for dannelse af konfigurationsarrays som TYPO3 og diverse ekstensions baserer deres logik på. Det er så at sige koblingspunkt mellem bruger af en ekstension, og udviklerne af denne. 